# John D. Beazley

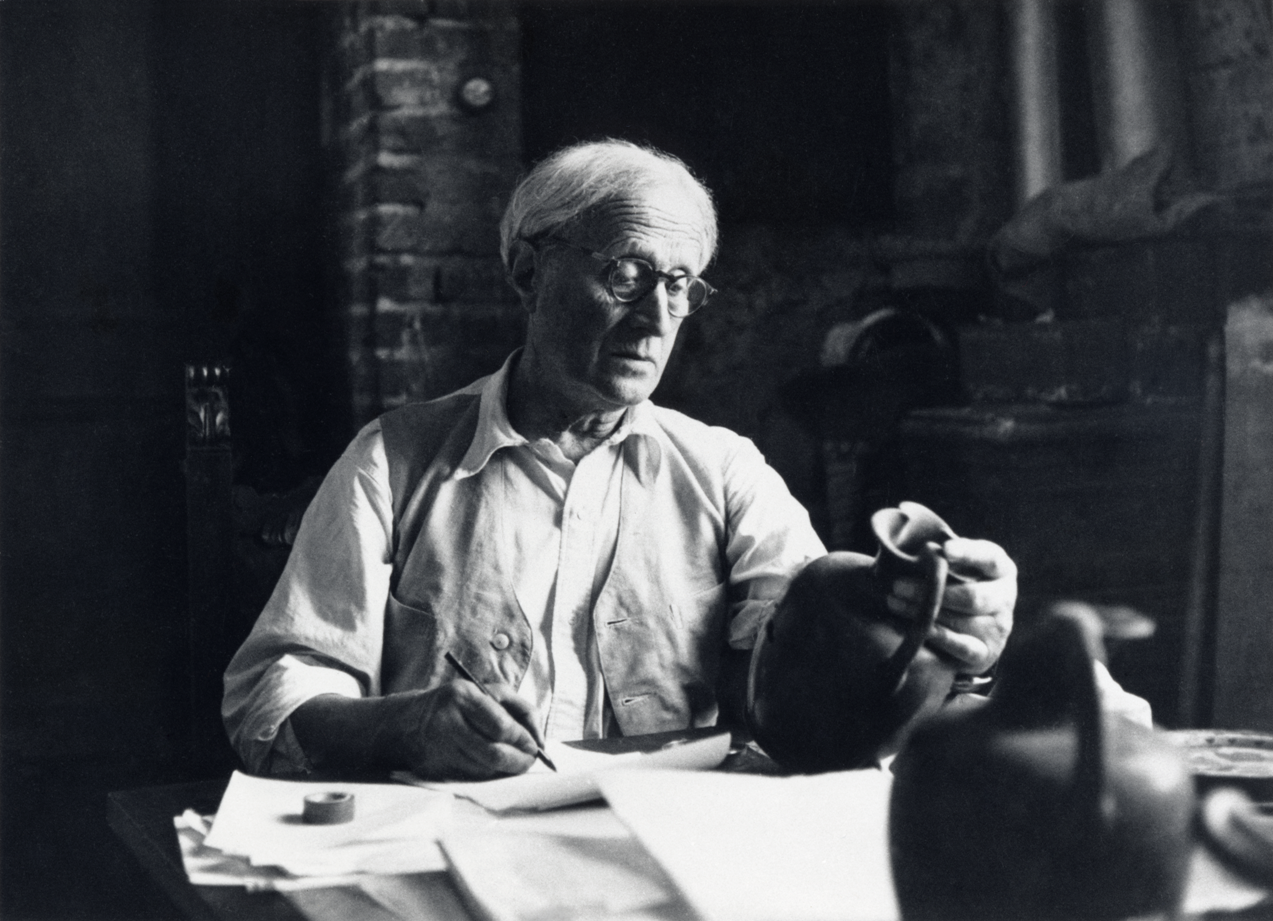
Sir John Davidson Beazley przy pracy (1956)

(Sir) John Davidson Beazley (ur. 13 września 1885 w Glasgow, zm. 6 maja 1970 w Oksfordzie) – brytyjski archeolog szkockiego pochodzenia, specjalizujący się w archeologii śródziemnomorskiej. 
W 1925 r. uzyskał tytuł profesorski i do roku 1956 wykładał archeologię klasyczną i sztukę starożytną na Uniwersytecie Oksfordzkim. Główną dziedzinę jego zainteresowań stanowiło greckie malarstwo wazowe.

## Publikacje (wybór)
- Attic red-figured vases in American museums (Cambridge 1918)
- Attische Vasenmaler des rotfigurigen Stils (Tübingen 1925)
- Attic black-figure (London 1928)
- Greek vases in Poland (Oxford 1928)
- Berliner Maler/The Berlin Painter (Berlin 1930, 1974)
- Pan Maler (Berlin 1931)
- Kleophrades Maler (Berlin 1933)
- Attic white lekythoi (Oxford 1936)
- Attic red-figure vase-painters (Oxford 1942, 1963)
- Potter and painter in Ancient Athens (1944)
- Etruscan vase painting (Oxford 1947)
- The development of Attic black-figure (Berkeley 1951; wyd. popr. 1986 ISBN 0-520-05593-4)
- Attic black-figure vase-painters (London-New York 1956)
- Paralipomena: Additions to Attic black-figure vase-painters and to Attic red-figure vase-painters (Oxford 1971)
- [pośmiertnie] Donna C. Kurtz (red.): Greek Vases. Lectures by J. D. Beazley (Oxford 1989)